# Мир сада
Мир сада (хебр. שלום עכשיו) је невладина организација у Израелу са циљем да промовише решење две државе за израелско-палестински сукоб.